# Ilha Warbah
Ilha Warbah (em árabe:  جزيرة الوربة) é uma ilha pertencente ao Kuwait, situada no Golfo Pérsico, perto da foz do rio Eufrates. Está a cerca de 100 metros a leste da parte continental do Kuwait, a 1,5 km a norte da ilha de Bubiyan e 1 km ao sul do Iraque. Tem aproximadamente 15 km de largo e 5 km de comprimento e uma área  total de 37 km². 
A ilha não tem habitantes permanentes, embora o governo kuwaitiano mantenha um posto de vigilância, chamado M-1, que está parcialmente financiado pelas Nações Unidas.
Em novembro de 1994 o Iraque aceitou formalmente a fronteira delimitada pela ONU com o Kuwait.
Perto da ilha, em início de dezembro de 2002, no período prévio à invasão do Iraque, um navio iraquiano abriu fogo contra dois navios de patrulha costeira do Kuwait, fazendo com que colidissem e causando vários feridos.